# Maigret (Fernsehserie, 2016)
Maigret ist eine britische Krimiserie nach Romanen von Georges Simenon. In den Jahren 2016 und 2017 entstanden vier Folgen mit einer Länge von je 90 Minuten in zwei Staffeln. Gedreht wurde in Ungarn (Budapest, Szentendre) sowie in den Ealing Studios. Die Titelrolle des Kommissar Maigret spielte Rowan Atkinson.

## Handlung
Jules Maigret ist Kommissar bei der Pariser Kriminalpolizei in den 1950er Jahren. Seine Markenzeichen sind sein Hut, sein Mantel sowie seine Pfeife. Unterstützung bei seinen Fällen erhält er von seinen Assistenten, den Inspektoren Janvier und Lapointe.

### Episode 1: Die Falle
Vorbild war der Roman Maigret stellt eine Falle. Rund um den Montmartre hat ein Serienmörder innerhalb von fünf Monaten bereits vier brünette Frauen getötet, die alle nachts alleine unterwegs waren. Weitere Gemeinsamkeiten sind nicht erkennbar, es handelt sich weder um Raubmorde noch um Sexualdelikte. Unter starkem Erfolgsdruck greift Maigret, durch ein zufälliges Gespräch mit einem Psychiater angeregt, zu einer List: Er tut so, als wäre ein Verdächtiger verhaftet worden. Gleichzeitig setzt er Polizistinnen als Lockvögel sowie eine große Zahl zivil gekleidete Polizisten ein. Der Mörder, der zeigen will, dass der Falsche verhaftet wurde, versucht, wieder zuzuschlagen. Zwar kann er seinen Verfolgern entkommen, doch die Polizei hat nun neben einer ungefähren Personenbeschreibung auch einen Sakkoknopf samt Stoffresten. Auf dieser Spur aufbauend, wird der Künstler Moncin verhaftet. Maigret ist sich sicher, den Richtigen verhaftet zu haben. Dennoch kommt es in der folgenden Nacht zu einem weiteren Mord. Als es bei einem Zusammentreffen von Moncin, dessen Mutter und dessen Ehefrau (beide brünett) in der Zelle zu einem Eklat kommt, wird klar, dass beide Frauen wussten: Moncin ist der Täter. Er konnte sich aus der Dominierung durch die beiden Frauen nicht selbst befreien, als Ausweg tötete er andere Frauen, die ähnlich aussahen. Den letzten Mord beging seine Ehefrau, um die Polizei von seiner Unschuld zu überzeugen.

### Episode 2: Ein toter Mann
Vorbild war der Roman Maigret und sein Toter. In der Picardie ereignet sich eine Serie von Raubmorden auf reichen Bauernhöfen, bei denen die Opfer auch gefoltert werden, um die Geheimverstecke verraten zu bekommen. In Paris erhält Kommissar Maigret Anrufe von einem Mann, der sich verfolgt glaubt und um sein Leben fürchtet. Da er immer weiter flüchten muss, legt er stets auf, bevor er weitere Informationen übermitteln kann. Schließlich wird ein entstellter Toter gefunden, der als Betreiber eines nun geschlossenen Bistros identifiziert wird. Maigret öffnet dieses zusammen mit seiner Frau, bekommt es aber bald mit der picardischen Bande zu tun. Diese steht unter der Leitung eines Mannes im Pelzmantel, der die Bandenmitglieder zu Drogenabhängigen gemacht hat und sie nun mit "Stoff" versorgt.

### Episode 3: Die Nacht an der Kreuzung
Vorbild war der Roman Maigrets Nacht an der Kreuzung. In London wird Diamantschmuck gestohlen. An der einsamen Kreuzung der Drei Witwen in der Île-de-France stehen nur zwei Wohnhäuser und eine Tankstelle mit Werkstatt, welche ein Automechaniker und seine Frau bewohnen. In einem der Häuser wohnen der arrogante Däne Carl Anderson und seine Schwester Else, die er nachts und bei Abwesenheit in ihr Zimmer einschließt, um sie zu beschützen. Das andere Haus bewohnt ein Handelsvertreter zusammen mit seiner Frau, die bei den Nachbarn als Köchin arbeitet. Eines Morgens findet diese in Carls Auto in der Garage einen Ermordeten. Der zuständige Inspektor Grandjean zieht Maigret hinzu, als die Andersons zu fliehen versuchen und bei Carl die Mordwaffe gefunden wird. Carl wird verhaftet, obwohl er behauptet, den Toten, einen Juwelier und mutmaßlichen Hehler aus Antwerpen, nie zuvor gesehen zu haben. Zudem gibt es Schwierigkeiten mit seiner Identität. Für Grandjean ein klarer Fall, aber Maigret hat Zweifel, setzt Carl auf freien Fuß und lässt ihn beobachten. Wie Maigrets Frau erfährt, verbringt Grandjean einen Abend pro Woche in Paris, wo er auch hohe Hotelausgaben hat. Als Carl dienstlich nach Paris fährt, wird das Auto des ihm folgenden Inspektors von der Straße abgedrängt. Die Polizei findet Carls Auto Stunden später nahe der belgischen Grenze. Als sich die Frau des Juweliers an der Kreuzung mit Maigret trifft, wird sie erschossen. Nahe der Stelle, von der die Schüsse abgefeuert wurden, stellt die Polizei den Vertreter mit nicht abgefeuertem Revolver. Die tödlichen Schüsse kamen aus einem der Gewehre der Andersons. Als sich der fast totgeprügelte Carl in sein Haus schleppt, kann Maigret gerade noch verhindern, dass er von seiner Schwester erstickt wird. Wie Maigret aus Antwerpen erfährt, ist in Wahrheit Carls Ehefrau, eine ehemalige Prostituierte, die er dort von der Straße gerettet hat. Und Grandjean traf sich in dem Pariser Hotel mit einem seiner Polizisten, dem Automechaniker und dem Vertreter zu Pokerrunden, wobei sie gemeinsam auch ein Vertriebsnetz für gestohlene Wertsachen unterhalten. „Else“ hat den Ankauf der in London gestohlenen Diamanten durch die Viererbande eingefädelt und veranlasst, dass der Hehler umgebracht wird. So musste er nicht bezahlt werden, Carl war als Sündenbock auserkoren. Während „Else“ die Frau des Juweliers erschoss, um nicht identifiziert zu werden, wollte der Vertreter sie aus dem gleichen Grund umbringen. Maigret verhaftet Grandjean, als dieser mit der Tasche mit den Diamanten auf „Else“ wartet, mit der er seinem bisherigen Leben entfliehen wollte. Auch die anderen Bandenmitglieder sind verhaftet. Carl hofft nach wie vor auf „Elses“ Läuterung, verspricht, nach seiner Genesung auf sie zu warten, und söhnt sich mit seinem Vater aus.

### Episode 4: Die Tänzerin und die Gräfin
Hier bildete die Grundlage der Roman Maigret und die Tänzerin. Die Animierdame Arlette hört, wie der Mord an einer Gräfin geplant wird, und informiert die Polizei darüber, ohne dass ihr geglaubt wird. Noch in der Nacht wird sie erwürgt, auch wird die Leiche der Gräfin gefunden. In der Gegend um Montmartre sucht Maigret mit seinen Leuten nach der Verbindung – diese liegt weit in der Vergangenheit im Grand Hotel von Nizza.

## Ausstrahlung
Die Erstausstrahlung erfolgte am 28. März 2016 beim britischen Sender ITV, in Deutschland am 1. Januar 2017 im Ersten.